# Josip Pavić
Josip Pavić, né le 15 janvier 1982 à Split, est un poloïste international croate qui évolue au poste de gardien de but.

## Palmarès

### En sélection
- Croatie
  - Jeux olympiques :
    - Médaille d'or : 2012.
    - Médaille d'argent : 2016.

  - Championnat du monde
    - Vainqueur : 2007.
    - Finaliste : 2015.
    - Troisième : 2009, 2011 et 2013.

  - Coupe du monde :
    - Finaliste : 2010.

  - Ligue mondiale :
    - Vainqueur : 2012.
    - Finaliste : 2009.
    - Troisième : 2010 et 2011.

  - Championnat d'Europe :
    - Vainqueur : 2010.

  - Jeux méditerranéens :
    - Vainqueur : 2013.